# Хаманджия (култура)
Култура Хаманджия (на румънски: Cultura Hamangia) е археологическа култура от късната новокаменна епоха, най-ранната неолитна култура в района на днешна Добруджа. Отнася се към периода на късния неолит и ранния енеолит.
Най-ранната ѝ фаза се нарича Блатница (Дуранкулак), старото име на с. Дуранкулак. Тя е открита при археологическите проучвания в района на Дуранкулашкото езеро. Това е първото уседнало земеделско население в Добруджа. 
През последните етапи от своето развитие, носителите на култура Хаманджия изграждат първите сгради с каменни основи. Изработват и първите в света златни предмети — украшения.
Културата Хаманджия е разпространена през 5500 – 4600 години пр. Хр. на територията на днешна Добруджа, от делтата на Дунав до долината на р. Камчия. Наречена е на името на село Хаманджия намиращо се до Бабадаг, Тулчанско, където за първи път е открито селище принадлежало към тази култура.
Културата Xаманджия е най-късно появилата се неолитна култура на Балканския полуостров. Тя е представена с всичките си фази в археологическите обекти край с. Дуранкулак в разкритите там селища и некропол, включително селищната могила Големия остров (Археологически резерват „Дуранкулак“). Първите две фази се отнасят към край на неолита, а последните две – към ранните фази на каменномедната епоха. В края на своето развитие културата постепенно прераства в къснохалколитната Култура Варна (4600 – 4200 г. пр. Хр.).
През първата фаза на културата характерната жилищна структура е землянката и полуземлянката. От втората фаза започват да се появяват и наземни сгради, като до началото на третата фаза те напълно изместват вкопаните жилища. През третата фаза обитателите на селището при Дуранкулашкото езеро се качват от брега на Големия остров (тогава скалисто възвишение на речен завой) и построяват новите си къщи. За строителството им използват варовикови камъни от скалната подложка на острова. Фактически това е първата каменна архитектура в континентална Европа.
Още от самото си начало племената на култура Хаманджия погребват мъртвите си в специално обособени места извън територията на селищата – некрополи. Погребалният ритуал с течение на времето се променя, като през халколита показва ясно изразена полова диференция – повечето от мъжете се погребват изпънати по гръб, а жените – свити в поза хокер положени на дясната си страна. Мъртвите се полагат с глава на север-североизток. Постепенно в гробовете започват да се полагат все повече и повече гробни дарове – украшения, оръжия, сечива, керамични съдове.
През късния неоли керамиката на култура Хаманджия е украсявана с канелюри. През ранния енеолит започва да преобладава набодената украса, с която по повърхността на съдовете се нанасят ъглести геометрични мотиви – триъгълник, ромб, меандър. По време на последната, четвърта фаза – края на ранния енеолит – набожданията са изместени от декорация, нанасяна със зъбчата щампа. Тогава започват да преобладават заоблени мотиви – спиралата и спираломеандъра.
През третата фаза на развитието на културата се появяват и първите медни изделия – игли и шила. По-късно, в края на ранния енеолит, започва изработването от мед на украшения – обеци, пръстени и гривни. През цялото време на съществуването на културата масово са използвани украшения, направени от черупките на средиземноморската мида Спондилус – гривни, мъниста, диадеми и огърлици от нанизи направени от черупките на миди детналиум.
Една от най-характерните особености на културата е впечатляващата антропоморфна пластика. Изработват се предимно женски фигури – прави (най-често) или седнали. Тяхна характерна особеност е ъгловатостта на тялото и високият призматичен израстък вместо глава. За направата им си използва Т. нар. “резбарска техника”. През по-късните етапи започват да се появяват и седнали мъжки фигури, а през последната фаза често статуетките са украсени с щамповани линии. Тогава на някои от тях главите са топчести, поставени върху издължени шии.
По време на четвъртата си фаза култура Хаманджия претърпява значителна трансформация. Носителите ѝ са изтласкани от Северна Добруджа от разселващите се на изток племена на културата Боян. Те се пренасят на юг, където се смесват с племената на култура Сава. Територията на разпространение тогава обхваща Южна Добруджа и достига Лонгоза. Почти всички селища са застроени с къщи с каменни цокли. Повечето от тях за укрепени  и лс каменни стени. Появява се социално неравенство. В некрополите се откриват единични много богати погребения на мъже – с множество украшения, оръжия и керамични съдове. За първи път започва да се обработва и златото: в некропола край Дуранкулак и в некропола Варна ІІ са открити златни мъниста – най-ранните златни изделия в историята на човечеството. Интензивните промени довеждат до прерастването на култура Хамаджия в култура Варна около 4600 г. пр. Хр.